# Chréa Nationalpark
Chréa Nationalpark (arabisk: الحديقة الوطنية الشريعة) er en af de største nationalparker i Algeriet, og er tillige et biosfærereservat. Den ligger i Blida-provinsen, og er opkaldt efter byen Chréa, der ligger i nærheden. Parken, der ligger i et bjergrigt område kendt som Blidanske Atlas (som er en del af Tell Atlas) omfatter skicenteret Chréa, et af de få skicentre i Afrika, hvor man kan stå på ski på naturlig sne, og Chiffagrotten.
Nationalparken blev grundlagt i 1997 og omfatter et areal på 36.985 hektar.
Nationalparken er hjemsted for over 1.240 plante- og dyrearter, såsom Atlascederen (Cedrus atlantica) og aben (Macaca sylvanus).

## Natur
Chréa Nationalpark er hjemsted for en varieret flora og fauna. Dens gamle Atlas-cederskove er hjemsted for en bestand af den truede berberabe, og parken er et af de få områder i Algeriet, der understøtter en underpopulation af berberaben Macaca sylvanus.